# Тарнавка-Перша
Тарнавка-Перша (пол. Tarnawka Pierwsza) — село в Польщі, у гміні Закшев Люблінського повіту Люблінського воєводства.
Населення — 314 осіб (2011).
У 1975-1998 роках село належало до Замойського воєводства.

## Демографія
Демографічна структура станом на 31 березня 2011 року:
|          | Загалом | Допрацездатний вік | Працездатний вік | Постпрацездатний вік |
| -------- | ------- | ------------------ | ---------------- | -------------------- |
| Чоловіки | 151     | 16                 | 98               | 37                   |
| Жінки    | 163     | 23                 | 82               | 58                   |
| Разом    | 314     | 39                 | 180              | 95                   |